# Финал Кубка Англии по футболу 1909
Финал Кубка Англии 1909 года (англ. 1909 FA Cup Final) — футбольный матч, завершивший розыгрыш Кубка Англии сезона 1908/09. Это был 38-й финал Кубка Англии, старейшего клубного футбольного турнира в мире. Матч прошёл 24 апреля 1909 года на стадионе «Кристал Пэлас» в Лондоне. В нём сыграли футбольные клубы Первого дивизиона «Бристоль Сити» и «Манчестер Юнайтед». Матч завершился победой «Юнайтед»; единственный гол в первом тайме забил Сэнди Тернбулл.

## Обзор матча
Этот матч стал первым финалом Кубка Англии для обеих команд. Обе команды выступали в Первом дивизионе Футбольной лиги. Это была уже третья встреча «Бристоль Сити» и «Манчестер Юнайтед» в апреле 1909 года: 9 апреля «Юнайтед» проиграл «Бристолю» на домашнем стадионе с минимальным счётом, а три дня спустя команды сыграли вничью 0:0 на поле «Бристоля».
Традиционная форма обеих команд была красного цвета, поэтому перед матчем Футбольная ассоциация Англии выслала клубам предписания о смене игровых форм для этой игры. «Манчестер Юнайтед» изготовил белые футболки с V-образными шевронами на груди и красными розами графства Ланкашир, «Бристоль Сити» — синие футболки с гербами города Бристоль. «Манчестер Юнайтед» даже организовал специальный вечер для презентации формы на финал Кубка Англии, на котором выступил знаменитый певец Джордж Роби, звезда мюзик-холла.
Перед матчем левый инсайд «Манчестер Юнайтед» Сэнди Тернбулл испытывал проблемы с коленом, но утром перед самой игрой смог убедить главного тренера Эрнеста Мангнэлла, что он может выступать. Его поддержал капитан команды Чарли Робертс, сообщивший Мангнэллу: «Тернбулл может забить гол, поэтому стоит включить его в состав».
Звездой в составе «Бристоль Сити» был Билли Уэдлок, центральный хавбек сборной Англии. Однако ему не удалось проявить себя в матче: его действия полностью нейтрализовали трио хавбеков «Юнайтед» — Дик Дакворт, Чарли Робертс и Алекс Белл. Звездой в составе «Манчестер Юнайтед» был крайний правый нападающий сборной Уэльса Билли Мередит — он был признан лучшим игроком матча.
Единственный гол в матче был забит на 22-й минуте первого тайма, когда после удара Гарольда Халса мяч попал в перекладину ворот «Бристоля» и отскочил к Сэнди Тернбуллу, который отправил мяч в ворота.
Во время матча травму получил левый защитник «Манчестер Юнайтед» Винс Хейз — он был вынужден покинуть поле. Замены в то время не предусматривались, поэтому «Юнайтед» продолжил матч с 10 игроками на поле. Мангнэлл перестроил тактику команды, чтобы восполнить выбывшее защитное звено. Через некоторое время получивший медицинскую помощь Хейз вернулся на поле, но уже не линию защиты, а в нападение. Несмотря на травму, он отыграл матч до конца.
Кубок был вручён капитану «Манчестер Юнайтед» Чарли Робертсу, который стал первым капитаном в истории команды, поднявшим над головой этой трофей.

## Статистика матча
| Бристоль Сити | 0:1     | Манчестер Юнайтед  |
| ------------- | ------- | ------------------ |
|               | (отчёт) | Сэнди Тернбулл 22′ |

| Бристоль Сити | Манчестер Юнайтед |

| Бристоль Сити:  |    |                 |  |
|                 |    |                 |  |
| GK              | 1  | Гарри Клей      |  |
| RB              | 2  | Арчи Аннан      |  |
| LB              | 3  | Джо Коттл       |  |
| RH              | 4  | Пэт Хэнлин      |  |
| CH              | 5  | Билли Уэдлок    |  |
| LH              | 6  | Артур Спир      |  |
| OR              | 7  | Фред Стэнифорт  |  |
| IR              | 8  | Боб Харди       |  |
| CF              | 9  | Сэмми Джиллиган |  |
| IL              | 10 | Энди Бертон     |  |
| OL              | 11 | Фрэнк Хилтон    |  |
| Главный тренер: |    |                 |  |
| Гарри Тикитт    |    |                 |  |
|                 |    |                 |  |

| Манчестер Юнайтед: |    |                   |  |
|                    |    |                   |  |
| GK                 | 1  | Гарри Могер       |  |
| RB                 | 2  | Джордж Стейси     |  |
| LB                 | 3  | Винс Хейз         |  |
| RH                 | 4  | Дик Дакворт       |  |
| CH                 | 5  | Чарли Робертс (к) |  |
| LH                 | 6  | Алекс Белл        |  |
| OR                 | 7  | Билли Мередит     |  |
| IR                 | 8  | Гарольд Халс      |  |
| CF                 | 9  | Джимми Тернбулл   |  |
| IL                 | 10 | Сэнди Тернбулл    |  |
| OL                 | 11 | Джордж Уолл       |  |
| Главный тренер:    |    |                   |  |
| Эрнест Мангнэлл    |    |                   |  |

|  |

| Судейская бригада - Помощники главного арбитра: - Дж. Р. Шумейкер (Лондон) - А. Грин (Бирмингем) | Регламент матча - 90 минут основного времени. - 30 минут овертайм в случае необходимости. - Переигровка матча в случае ничейного исхода. - Замены не предусмотрены. |

## Путь к финалу
Первыми указаны команды, игравшие на домашнем стадионе.
| Бристоль Сити    | Бристоль Сити    | Раунд     | Манчестер Юнайтед        | Манчестер Юнайтед |
| ---------------- | ---------------- | --------- | ------------------------ | ----------------- |
| Соперник         | Счёт             |           | Соперник                 | Счёт              |
| Саутгемптон      | 1:1 (Д), 0:2 (В) | Раунд 1   | Брайтон энд Хоув Альбион | 1:0 (Д)           |
| Бери             | 2:2 (Д), 0:1 (В) | Раунд 2   | Эвертон                  | 1:0 (Д)           |
| Норвич Сити      | 2:0 (Д)          | Раунд 3   | Блэкберн Роверс          | 6:1 (Д)           |
| Глоссоп Норт Энд | 0:0 (В), 1:0 (Д) | Раунд 4   | Бернли                   | 2:3 (В)           |
| Дерби Каунти     | 1:1 (Н), 2:1 (Н) | Полуфинал | Ньюкасл Юнайтед          | 1:0 (Н)           |
|                  |                  |           |                          |                   |